# Pozdrav video kasetama!
„Pozdrav video kasetama!“ je osmominutni kratkometražni film iz 2010. reditelja Branka Radakovića. Film je od strane medija okarakterisan kao inovativan eksperimentalni kratkometražni film o vezama čoveka i tehnologije.

## Nastanak i podaci o filmu
„Pozdrav video kasetama“, je kratkometražni, osmominutni, eksperimentalni film reditelja filma Branka Radakovića koji je snimljen 2009, a montiran i konačno završen i prikazan 2010. Pored originalne muzike koju je komponovao Vladan Jovanović, u filmu je  korišćena i  autorska muzika džezera Masashi Harada i Barre Phillipsa.

## Radnja  filma
| Video:„Pozdrav video kasetama“ 4 |
| -------------------------------- |

U filmu „Pozdrav video kasetama“ prikazan je na jedan specifičan način oproštaj od zastarele video tehnike koja je izgubila svoj značaj u 21. veku. Glavni akteri filma, video kasete i videorekorder, koji odavno više nisu u funkciji na simboličan način bivaju uništeni. Jedno od glavnih pitanja koje se postavlja u ovom filmu je: „da li je tehnologija pozitivna zbog svog neverovatno brzog razvoja ili njen brzi razvoj ima negativan uticaj na svet i društvo?“

## Učešće na festivalima
Film je prikazan na većem broju festivala kratkog filma: 
- 2010. film je učestvovao na festivalu Filmski front u Novom Sadu, gde je prikazan u okviru domaćinsko-komšijske selekcije festivala, na koji se prijavilo preko 200 filmova, a film „Pozdrav video kasetama!“ je zahvaljujući svom kvalitetu našao među desetak selektovanih.
- 2011. film je prikazan na festivalu krakog filma RuFEEL(m) u Rumi.
- 2012. film je doživeo svetsku premijeru kada je prikazan na brazilskom festivala Art Deco de Cinema koji se tradicionalno održava u Sao Paulu.[1][2] Na ovom festivalu film je nominovan za nagradu u kategoriji Art on Video ali nije dobio nagradu.[3]
- 2012. film je prikazan na Online Short Film Festivalu u Grčkoj, namenjenom ostvarenjima filmskih reditelja sa područja Balkana. Na ovom festivalu film je od strane grčke kritike dobio pozitivne kritike u kojima se, između ostalog, navodi; „da je u filmu ostvaren genijalan sklad između zvučnih i video efekata, da je film poseban i najneobičniji na festivalu, da sadrži u sebi bar tri različita žanra i da je autor i brilijantan i lud u isto vreme“.[4]
- 2012. ušao je i u finale međunarodne selekcije Mitrović Family Festivala u Edinburgu, u Škotskoj.

## Spoljašnje veze
- Pozdrav video kasetama na Internet Movie Database
- Good-bye to Video Tapes! Cinema City
- Pozdrav video kasetama! u bazi Filmskog centra Srbije
- Pozdrav video kasetama! uvršten u program festivala u Brazilu Filmski centar Srbije[мртва веза]
- Festivalski život filmova Branka Radakovića Filmski centar Srbije
- Kratki film iz Srbije u Brazilu B92[мртва веза]
- Kratki film na Art Deco de Cinema Akter[мртва веза]
- Eksperimentalni film Branka Radakovića u Brazilu Pressonline[мртва веза]
- Pozdrav video kasetama! na Vimeo kanalu sajta Filmske radosti
- Oproštaj od zastarele tehnike SEEcult
- Pozdrav video kasetama! u Škotskoj Filmske radosti[мртва веза]
- Film RTS